# فيليسي تايلور
فيليسي تايلور (بالإنجليزية: Felice Taylor)‏ هي مغنية أمريكية، ولدت في 29 يناير 1948 في الولايات المتحدة، وتوفيت في 12 يونيو 2017.

## وصلات خارجية
- فيليسي تايلور على موقع IMDb (الإنجليزية)
- فيليسي تايلور على موقع ميوزك برينز (الإنجليزية)
- فيليسي تايلور على موقع أول ميوزيك (الإنجليزية)
- فيليسي تايلور على موقع ديسكوغز (الإنجليزية)